# София фон Бранденбург-Байройт
София Каролина фон Бранденбург-Кулмбах (на немски: Sophie Carolina von Brandenburg-Kulmbach; * 31 март 1707 във Веферлинген; † 7 юни 1764
в дворец Зоргенфри при Копенхаген) от род Хоенцолерн е маркграфиня от Бранденбург-Байройт и чрез женитба княгиня на Източна Фризия от 1723 до 1734 г.
Тя е дъщеря на Кристиан Хайнрих фон Бранденбург-Кулмбах (1661 – 1708) и съпругата му графиня София Кристиана (1667 – 1737), дъщеря на граф Албрехт Фридрих фон Волфщайн (1644 – 1693).
Тя е сестра на датската кралица София Магдалена (1700 – 1770).
София Каролина се омъжва на 8 декември 1723 г. в дворец Преч за княз Георг Албрехт фон Източна Фризия (1690 – 1734). Тя е втората му съпруга.

Тя получава дворец Берум (в Хаге). Те нямат деца. Бракът е много нещастен. Княз Георг Албрехт има връзка с нейната полска дворцова дама. София Каролина издава духовни стихотворения.
След смъртта на нейния съпруг тя живее от 1734 до 1740 г. в дворец Берум, след това се мести като гост при сестра си, датската кралица София Магдалена в Дания и умира в дворец Зоргенфри при Копенхаген. Тя е погребана в катедралата на Роскилде.